# Al Sila Tower
L'Al Sila Tower est un gratte-ciel appartenant au complexe Sowwah Square à Abou Dabi aux Émirats arabes unis. Il est identique à l'Al Sarab Tower qui lui est adjacente. Les deux tours s'élèvent à 131 mètres et possèdent 31 étages. Elles ont été achevées en 2012.